# Volksfreund-Haus

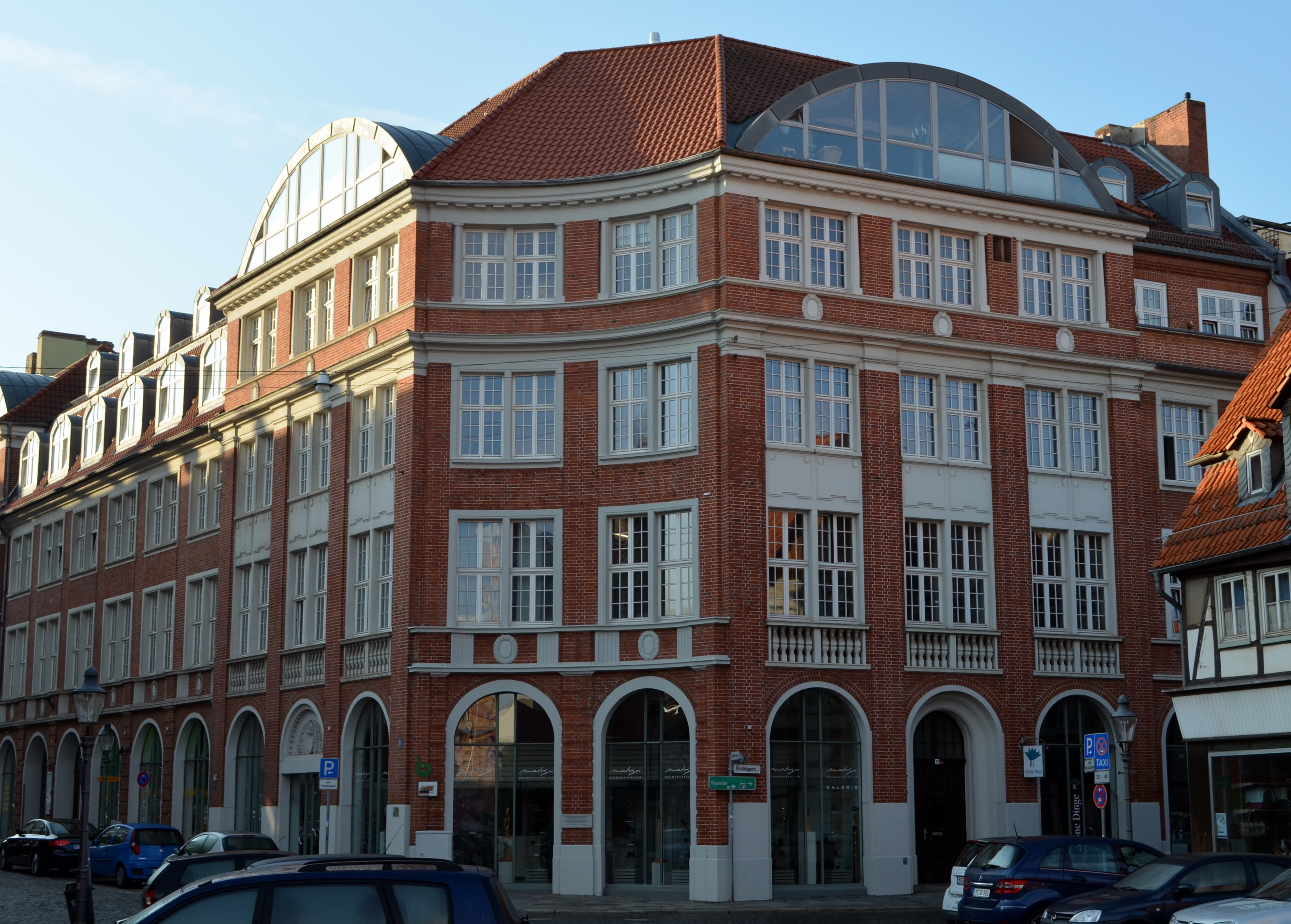
Volksfreund-Haus, 2011

Das Volksfreund-Haus in der Schloßstraße 8 in Braunschweig diente der Sozialdemokratischen Partei Deutschlands in der Stadt und Umgebung. Die Nationalsozialisten enteigneten die SPD und übergaben das Haus ihrer eigenen Partei. Seit dem Ende des Zweiten Weltkriegs ist das Haus wieder in Eigentum und Verwendung der SPD.

## Geschichte und Architektur
Seinen Namen erhielt das Haus, da in den Nebengebäuden die Redaktionsräume und die Druckerei der Tageszeitung Braunschweiger Volksfreund untergebracht waren. Wegen der roten Backsteine der Fassade und der räumlichen Nähe zum herzoglichen Schloss wurde das Volksfreund-Haus im Volksmund auch als rotes Schloss bezeichnet.
Das Gebäude wurde von 1913 bis 1914 nach Plänen des Architekten Karl Munte im Stil des späten Jugendstils errichtet und diente dann als Parteizentrale der SPD des Freistaats Braunschweig und der Stadt Braunschweig sowie als Sitz des Ortsausschusses des Allgemeinen Deutschen Gewerkschaftsbundes. Weitere Räumlichkeiten nutzten das Reichsbanner Schwarz-Rot-Gold, verschiedene Jugendorganisationen und die Volksbibliothek. Ab März 1933 nutzte die NSDAP das Haus als Schutzgefängnis und Folterstätte der SS-Hilfspolizei. Zuvor stürmten Mitglieder der SA die Räume, misshandelten Anwesende und verbrannten Fahnen, Bücher und Akten der Gewerkschaften und der SPD vor dem Haus; das Feuer brannte drei Tage lang. Hierbei handelte es sich um eine der ersten öffentlichen Bücherverbrennungen der Nationalsozialisten. In dieser Zeit wurden das Gebäude und alle Vermögenswerte der SPD enteignet und der NSDAP überantwortet.
Im Zweiten Weltkrieg wurde das Haus stark beschädigt, danach wiederaufgebaut und der SPD zurückgegeben. Bei umfangreichen Renovierungsmaßnahmen im Jahr 1993 bekamen die Büros, wie vor dem Krieg, wieder Bogenfenster. Eine Wand im Volksfreundsaal wurde als Panoramafenster mit Blick auf das Magniviertel geöffnet. Das Hinterhaus, in dem sich die Druckerei befand, wurde abgebrochen. Heute nutzen der SPD-Bezirk und der Unterbezirk der SPD die Büroräume im dritten Stock und den Volksfreundsaal (heute Heinrich-Jasper-Saal). Weitere Büros, Wohnungen und Ladengeschäfte sind vermietet.

## Gedenktafel
Das Friedenszentrum Braunschweig ließ an der Hauswand zum Ackerhof eine Gedenktafel mit folgendem Text anbringen:
AM 9.3.1933 STÜRMTE DIE ZWEI TAGE VORHER AUS SA UND SS

AUFGESTELLTE "HILFSPOLIZEI" DAS VOLKSFREUNDHAUS,

INHAFTIERTE, FOLTERTE UND TÖTETE GEGNER.

MEHRERE TAGE LANG BRANNTE AUF DEM ACKERHOF EIN SCHEITERHAUFEN,

AUF DEM DIE BÜCHER DER VOLKSBUCHHANDLUNG,

DAS GESAMTE SPD-PARTEIARCHIV, DIE AKTEN DER GEWERKSCHAFTEN

UND ANDERER VERBÄNDE VERNICHTET WURDEN.